# Regino Sáinz de la Maza

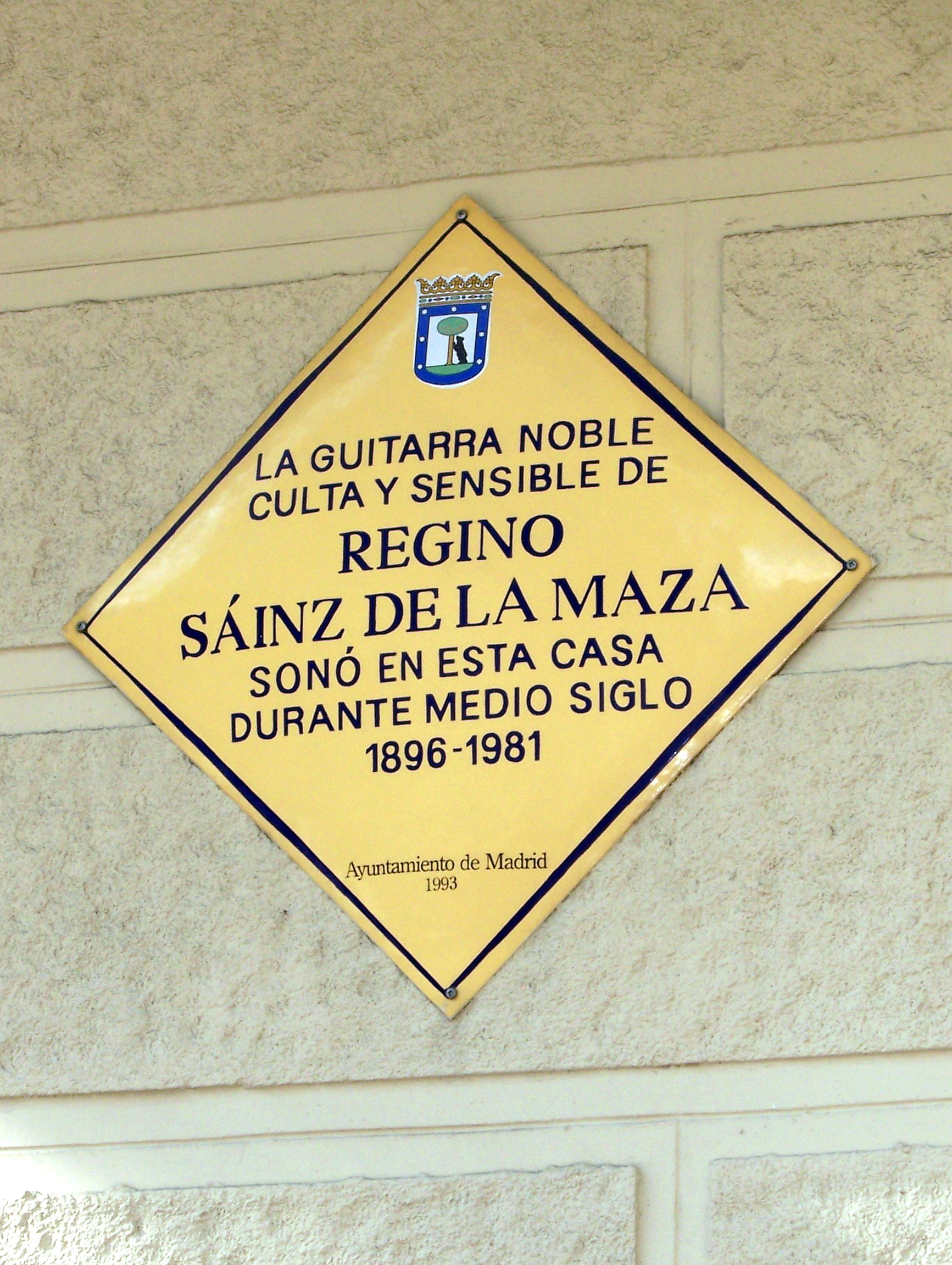
Gedenktafel in Madrid

Regino Sáinz de la Maza y Ruiz (* 7. September 1896 in Burgos; † 26. November 1981 in Madrid) war ein spanischer Gitarrist, Komponist und Musikpädagoge. Er gilt als einer der bedeutendsten Gitarristen des 20. Jahrhunderts.

## Leben
Regino Sáinz de la Maza bekam mit 10 Jahren seine erste Gitarre. Er wurde anfangs von Eugenio Rodríguez Pascual unterrichtet. 1910 zog seine Familie nach San Sebastián, wo er bei Luis de Soria lernte. In Bilbao wurde er vom Tárrega-Schüler Hilarión Leloup ausgebildet. Später zog er nach Barcelona und freundete sich mit Miguel Llobet und Andrés Segovia an. In Madrid wurde er Schüler von Daniel Fortea.
1920 spielte er zum ersten Mal in Madrid und gab ein Jahr danach über 90 Konzerte in Südamerika. Er erhielt von der Universidad de Buenos Aires eine Goldmedaille. Sein Freund Antonio José komponierte für ihn und mehrere Konzerte in Frankreich, Deutschland und Großbritannien folgten. 1930 heiratete er die Tochter des Schriftstellers Concha Espina. 1935 wurde er Professor für Gitarre am Madrider Konservatorium. Am 9. November 1940 spielte er in Barcelona erstmals öffentlich das ihm von Joaquín Rodrigo gewidmete Concierto de Aranjuez, welches unter César de Mendoza Lassalle prämiert wurde. Im selben Jahr führte er das Werk unter Jesús Arámbarri erneut auf.
1955 veröffentlichte er das Buch La Guitarra y su historia. 1958 wurde er Mitglied der Real Academia de Bellas Artes de San Fernando. Am 24. Mai 1958 ernannte ihn die Stadt Burgos zum Ehrenbürger. Sein jüngerer Bruder Eduardo Sáinz de la Maza (1908–1982) war ebenfalls Gitarrist, Komponist (etwa der Suite Platero y yo) und Schüler von Daniel Fortea.

## Schüler
- Alirio Díaz
- Leopoldo Igarza
- Rodrigo Riera
- Narciso Yepes

## Werkausgaben (Auswahl)
- Regino Sainz de la Maza, Música para guitarra. Unión Musical Ediciones, Suffolk (= UMG. Band 24680). 19 Gitarrenstücke.